# Русанов, Николай Иванович
Николай Иванович Руса́нов (4 (16) декабря 1820, деревня Матвеевская, Онежский уезд, Архангельская губерния — 14 (26) апреля 1882, Киев) — санкт-петербургский купец первой гильдии, коммерции советник, потомственный почётный гражданин. Основатель дворянского рода Русановых, крупнейших лесопромышленников Санкт-Петербурга.

## Биография
Родился в деревне Матвеевская Пабережском приходе Онежского уезда Архангельской губернии в семье бывших государственных крестьян. У его отца, Ивана Васильевича Русанова (1782 — 1858), и матери, Марии Яковлевны (1797 — ок. 1850), было пятеро детей: два сына, Александр и Николай, и три дочери: Екатерина, Таисья и Анна. Не получил практически никакого образования, кроме базовой грамотности: станционный писарь Денисовской почтовой конторы научил его читать по Часослову, а местный священник — писать и дал некоторое понятие о четырёх правилах арифметики. В 1831 году был отвезён отцом в Санкт-Петербург для дальнейшего образования: в течение нескольких месяцев Русанов посещал дьячка на Малой Охте (по другим данным — учился в Малоохтинкой церковно-приходской школе).
После этого отец вернул сына домой и взял с собой на сплав лесных материалов купца Скрябина из Олонецкой губернии к петербургском порту. После работал на железной дороге и солеваренном заводе. К концу 1830-х годов он уже в качестве десятника, сплавлял корабельный лес для верфей Санкт-Петербурга. Недовольный медлительным и дорого стоившим сплавом бревен в малых плотах через Ладожское и Онежское озера, Русанов построил из брёвен плоты длиной 150 саженей (то есть более 300 м) с мачтами и парусами. Этот рискованный эксперимент окончился удачей, и Русанов получил вознаграждение от хозяев. Благодаря полученным деньгам он в 1852 году, с капиталом в 900 рублей, смог приступить к ведению лесной торговли за собственный счет.
В 1855 году малограмотный лесопромышленник Русанов представил Министру государственных имуществ графу П. Д. Киселёву проект замены казенного способа доставки лесов для кораблестроения на подрядный с привлечением частных поставщиков. Проект был принят, и Русанов стал одним из крупных контрагентов по снабжению флота лесными материалами. В 1858 году объявил капитал купца первой гильдии в Царском Селе, затем в 1860 году перешёл в купечество Санкт-Петербурга. В 1861 году построил первый в России паровой лесопильный завод, расположив его поблизости от Санкт-Петербурга, в устье реки Утки.
За свои заслуги перед Отечеством 4 ноября  1864г, Н.И. Русанов возведен, с семейством, в потомственное почетное гражданство.
В 1869 году Русанов заложил в Олонецкой губернии, в Пудожском уезде Шальский паровой лесопильный завод, заработавший в 1870 году и давший начало местной лесопильной промышленности. Для его обустройства были использованы пришедшие в негодность и купленные за бесценок машины. Их восстановил работник Русанова, механик-самоучка Куликов, дополнительно усовершенствовавший механизмы с целью снижения вибрации и шума. А модели завода и полулодок, использовавшихся для транспортировки продукции по Онежскому озеру, в 1872 году были представлены на московской политехнической выставке. Доски с Шальского завода экспортировались в Великобританию.
Но наиболее значительным предприятием Русанова стала Мезенская лесная операция. В 1870 году на объявленные Лесным управлением торги на производство Мезенской лесной операции явился один только Русанов. Всех конкурентов отпугнуло то обстоятельство, что дело предстояло организовать в малонаселенной местности, неизведанной ни в лесоводческом отношении, ни в отношении транспортных путей. Получив подряд, Русанов построил в устье Мезени, недалеко от деревни Каменки, порт и четырёхрамный паровой лесопильный завод, приспособил суда для сплава леса. Все работы были выполнены по собственным чертежам и проектам лесопромышленника.
На собственном примере понимая необходимость образования, Русанов тратил немалые суммы на устройство школ для детей своих рабочих и местного населения, обставлял удобствами помещения учителей и содержал их на свой счет. Много внимания уделял он и религиозной стороне: строил церкви при своих заводах и в других местах, обеспечивал существование причтов. В родном приходе им построена деревянная церковь во имя Рождества Иоанна Предтечи в Матвеевской, из деревянного в пятиглавую каменную перестроена Никольская церковь.
Своё карельское предприятие, Шальский завод, Русанов обеспечил спасательной станцией с маяком. На ней постоянно дежурили люди, готовые прийти на помощь утопающим. Для повышения безопасности сплавщиков промышленник закупил пробковые пояса, благодаря которым несчастные случаи на воде прекратились.
В 1876 году успехи лесопромышленника были признаны особым образом: ему и его потомкам император пожаловал дворянство, с девизом «Трудом и усердием» на утверждённом в 1879 году гербе.
Кроме лесного дела, Русанов занимался развитием солеварения и железорудного дела на Русском Севере, производил кирпич. За свою деятельность был неоднократно награждён медалями и орденами, высшей наградой стал орден святой Анны II степени.
Скончался в Киеве 14 апреля 1882 года. Похоронен на Никольском кладбище Александро-Невской Лавры в Никольской церкви, построенной Русановым в качестве фамильной усыпальницы.

## Наследие
Среди предприятий, которыми владел Николай Иванович Русанов, — лесопильные заводы в Ковде, Архангельске, бывший лесозавод братьев Окуловых, лесозавод на реке Шалице (Шальский), два лесозавода в Санкт-Петербурге, лесозавод на Мезени, лесопильный завод деревне Антоновской (Усолье), Владыченский солеваренный завод, кирпичный завод, оптовые склады.
Многомиллионное состояние Русанова и обширное дело перешло сыну, Андрею Николаевичу, а затем внукам, Николаю и Владимиру.
После революции предприятия Русановых были национализированы. В частности, лесопильный завод в Архангельске стал Лесозаводом № 21, бывший лесозавод братьев Окуловых превратился в Лесозавод № 47, по-прежнему действует Шальский лесозавод.